# Ludwig Keiser

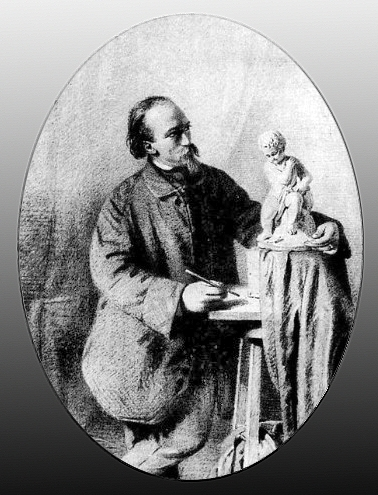
Ludwig Keiser

Johann Ludwig Keiser (* 14. Dezember 1816 in Zug, Kanton Zug; † 8. Januar 1890 in Zürich) war ein Schweizer Bildhauer und Lehrer.

## Leben und Werk
Ludwig Keiser war der Sohn des Jakob Basil Keiser und der Maria Anna Barbara Paula, geborene Bosshard. Er erhielt seinen ersten Zeichenunterricht durch Johann Kaspar Moos, der auch der erste Lehrer von Melchior Paul von Deschwanden war. Keiser absolvierte eine Lehre beim Stuckateur Georg Rust in Solothurn. Nachdem er sich für ein Jahr autodidaktisch im Antiksaal in Bern weiter geschult hatte, siedelte er 1836 nach München über und bildete sich zunächst unter Hofstukkateur Viota weiter. Danach studierte Keiser bei Ludwig Schwanthaler, wo er einer von fünfzig Angestellten war, die für Schwanthaler arbeiteten. Hiebei war Keiser zunehmend selbstständig an bedeutenden Werken tätig. Ab 1838 studierte er an der Akademie der Bildenden Künste München.
Keisers erster Entwurf für ein Werk, ein Relief für das Zeughaus in Zug, das an Peter Kolin erinnert, wurde nicht ausgeführt. 1850 schuf er die Skulptur der heiligen Agathe für die Liebfrauenkapelle in Zug. 1853 gewann er den Wettbewerb für das Winkelrieddenkmal in Stans. Auch dieser Entwurf wurde nicht umgesetzt, sondern derjenige von Ferdinand Schlöth, der einen zwei Jahre später ausgeschriebenen zweiten Wettbewerb für sich entschied.
Kaiser kehrte 1853 in die Schweiz zurück und brachte nicht nur Schwanenthalers Stil, sondern auch dessen Vorliebe für Altertümer und insbesondere für das Mittelalter mit. Ab 1855 unterrichtete er am Polytechnikum Zürich ornamentales Zeichnen und Modellieren. 1857 wurde er Professor der Modellklasse. Kaiser schuf Bauplastiken, Porträtbüsten, Reliefs und Grabdenkmäler u. a. für Johann Gaudenz von Salis-Seewis. 1860 schuf er im Auftrag der kantonalen Schulsynode die Büste für das Heinrich-Zollinger-Denkmal im Alten Botanischen Garten in Zürich. 1861 gewann er den Wettbewerb für das Basler Oekolampad-Denkmal, das er in Schleitheimer-Sandstein schuf. Es wurde am 17. Juni 1862 am Antistitium an der Rittergasse 2 enthüllt; wegen des Baus der Realschule wurde das Denkmal 1885 an die Kreuzgangwand des Basler Münsters versetzt. Ein weiteres Hauptwerk von Keiser ist das Denkmal von Gaudenz von Salis-Seewis in Chur (1866).
Keisers Bruder war der Grabbildhauer Johann Albert (1825–1905). Dieser führte gelegentlich Entwürfe für seinen Bruder aus.

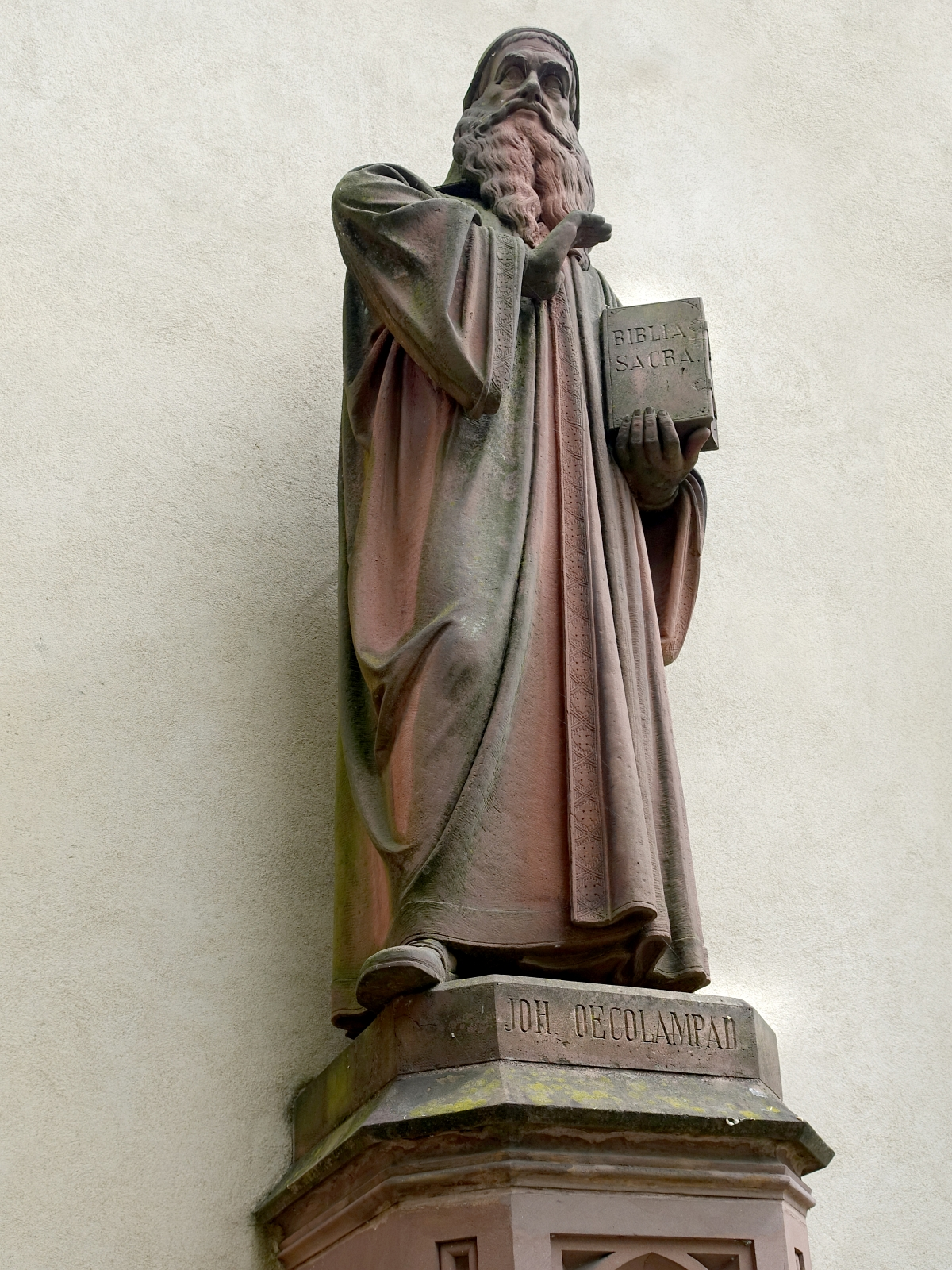
Denkmal für Johannes Oekolampad in Basel
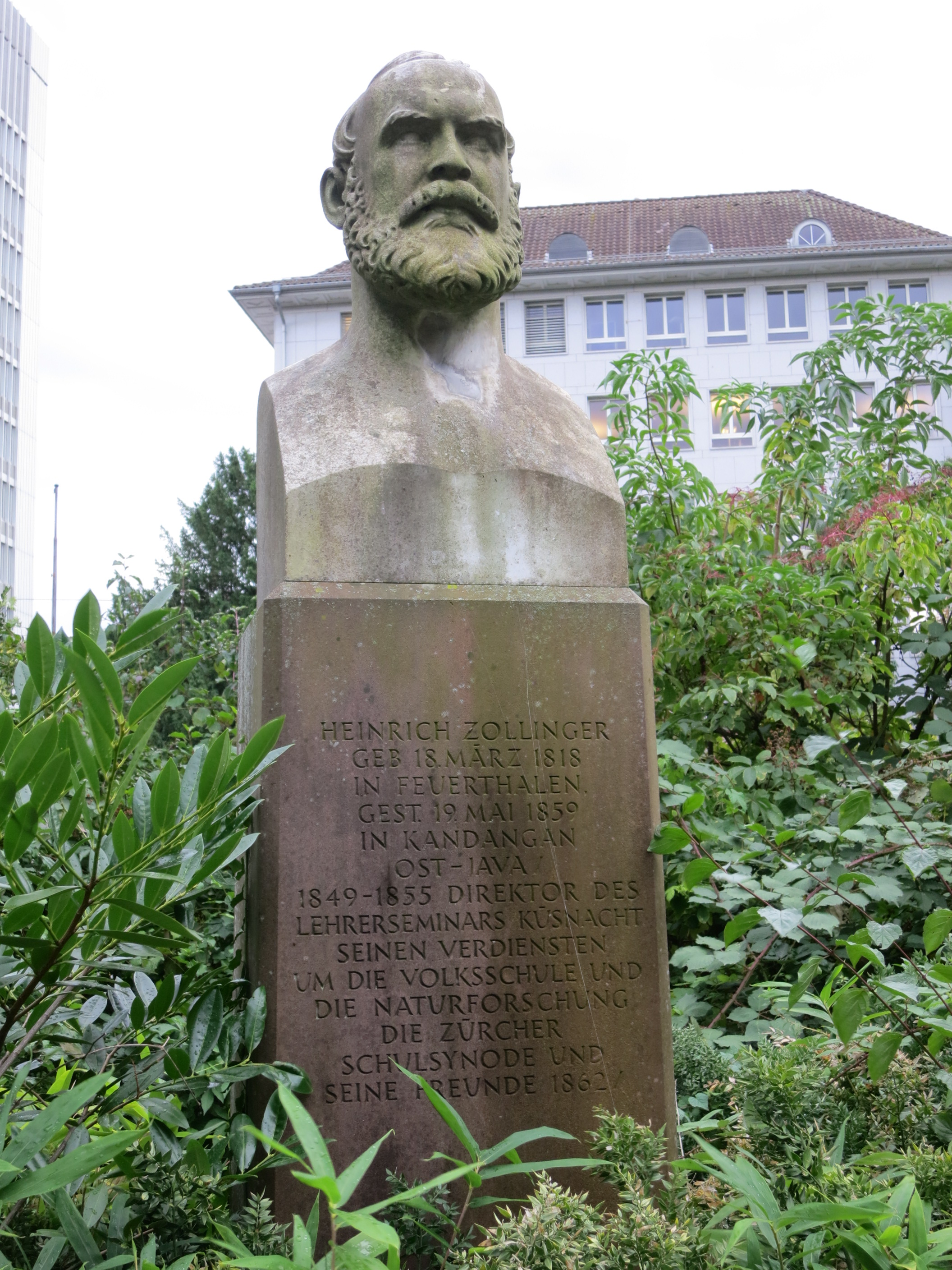
Heinrich-Zollinger-Denkmal in Zürich
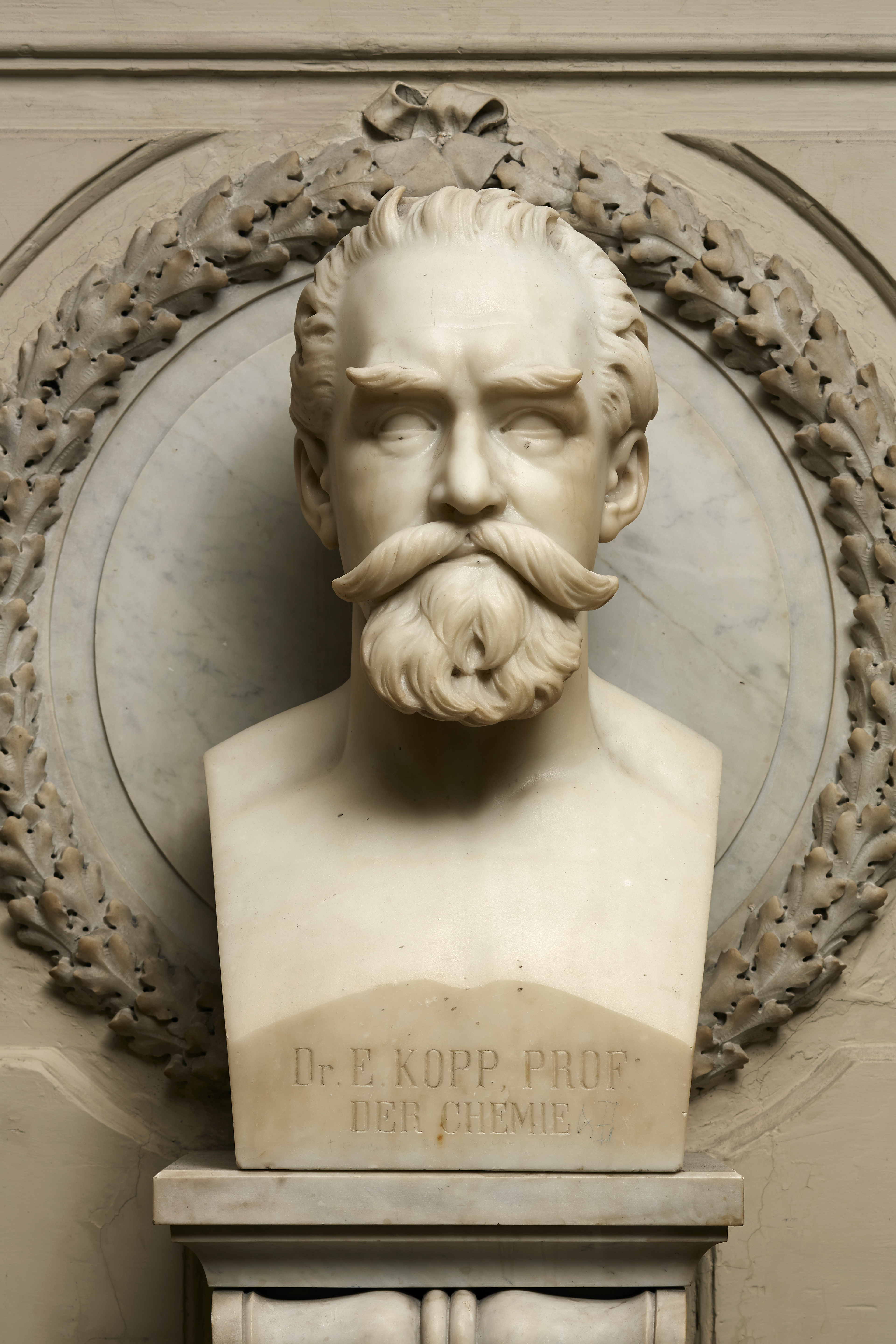
Denkmal für Emil Kopp in der ETH Zürich
Hermes auf der Schildkröte im Kunsthaus Zürich